# Ильгенштайн, Генрих
Генрих Ильгенштайн (нем. Heinrich Ilgenstein; 3 июня 1875, Клайпеда — 5 апреля 1946, Джентилино, кантон Тичино, Швейцария) — немецкий публицист, драматург и прозаик.

## Биография
Изучал литературу и историю в Берлинском университете, защитив в 1900 году диссертацию «Мёрике и Гёте» (опубликована двумя годами позже). Некоторое время занимался журналистикой, в 1906 году основал в Берлине литературно-публицистический еженедельник «Das Blaubuch» (у истоков которого стоял также теолог Альберт Кальтхоф). Начиная с выпущенного в 1909 году отдельным изданием памфлета «Прусское зерцало» (нем. Preußenspiegel, Studien aus einem Kulturstaat) выступления Ильгенштайна против политического и общественного уклада кайзеровской Германии (включавшие и выпады против самого кайзера) становились всё более резкими, в результате чего в 1910 году он был без предъявления обвинений на полгода заключён в тюрьму Моабит. Затем Ильгенштайн перенял у Пауля Линдау руководство газетой «Die Gegenwart».
Первый роман Ильгенштайна «Двое Гартунгов» (нем. Die beiden Hartungs) был написан на материале собственного детства, прошедшего в Восточной Пруссии, за ним последовала драма «Искатель истины» (нем. Die Wahrheitssucher). В 1916 году был опубликован второй роман, «Ненависть царит» (нем. Haß regiert), носивший ярко выраженный антивоенный характер. Наибольшее признание, однако, Ильгенштайну принесли комедии, первая из которых, «Камерная музыка» (нем. Kammermusik; 1912), была и наиболее успешной: после премьеры в Кёнигсберге она была несколько раз поставлена в разных берлинских театрах, в 1925 году экранизирована (режиссёр Карл Фрёлих); по этой комедии были написаны опера «Придворный концерт» Пауля Шайнпфлуга (1921) и оперетта Эдуарда Кюннеке «Тенор герцогини» (1930). В 1925 году другая комедия Ильгенштайна, «Молоко богоматери» (нем. Liebfrauenmilch), была поставлена Максом Райнхардтом, ещё одна легла в основу фильма «Скандал вокруг Евы» (нем. Skandal um Eva; 1930, режиссёр Георг Вильгельм Пабст).